# Национално знаме на острови Кук
Националното знаме на Острови Кук е прието на 4 август 1979 година. В горния ляв ъгъл се намира знамето на Обединеното кралство. В дясната страна на знамето са изобразени петнадесет бели звезди, подредени в кръг, които представляват островите Кук.

## Знаме през годините
- (1858 – 1888)
- (1888 – 1893)
- (1893 – 1901)
- (1901 – 1902)
- (1902 – 1973)
- (1973 – 1979)